# بيل كوكي
بيل كوكي (بالإنجليزية: Bill Cooke)‏ هو لاعب كرة قدم أمريكية أمريكي، ولد في 26 فبراير 1951 في لوويل في الولايات المتحدة.

## وصلات خارجية
- بيل كوكي على موقع مرجع كرة القدم المحترفة.كوم (الإنجليزية)